# Новая Басманная улица
Новая Басма́нная улица (в 1918—1924 годах — улица Коммуны, также носила название Ново-Басманная, в XVII веке — Капитанская слободка) — улица в Центральном административном округе города Москвы. Разделяет Басманный и Красносельский районы. Проходит от Лермонтовской площади на Садовом кольце до площади Разгуляй. Нумерация домов ведётся от Лермонтовской площади. На Новую Басманную улицу выходят: с чётной стороны Басманный тупик, улица Александра Лукьянова; с нечётной стороны Красноворотский проезд, Басманный переулок, 1-й Басманный переулок.

## Происхождение названия
Названа в XVIII веке по своему направлению к Басманной слободе. В конце XVII века называлась Капитанской слободкой по расположению в Капитанской слободе, где были расквартированы иноземные полки. В 1918—1922 годах (по другим данным до 1924 года) называлась улицей Коммуны. В советский период также носила название Ново-Басманная.

## История
Улица возникла не ранее 1640-х гг. Здесь жили иноземные офицеры организованных Петром I солдатских полков. Пётр ездил в Преображенское именно по Новой, а не по старой царской дороге, что шла по Покровке и Старой Басманной. Именно Петру приписывается авторство эскиза Петропавловской церкви, начатой постройкой в 1705 г. и завершённой в 1723 г. (задержка строительства была вызвана петровским же запретом на каменные постройки в Москве, вышедшим в 1714 году).
«в прошлом 1714 году по имянному царского величества указу и по данному собственной его величества руки рисунку, ведено нам нижепоименованным, старосте с приходскими людьми, построить (церковь) за Мясницкими воротами, за Земляным городом, что в Капитанской и Ново-Басманной слободе, которая и прежде в том месте была ж, во имя св. ап. Петра и Павла» — Сенату доношение, 1717 года, опубликовано И. Е. Забелиным

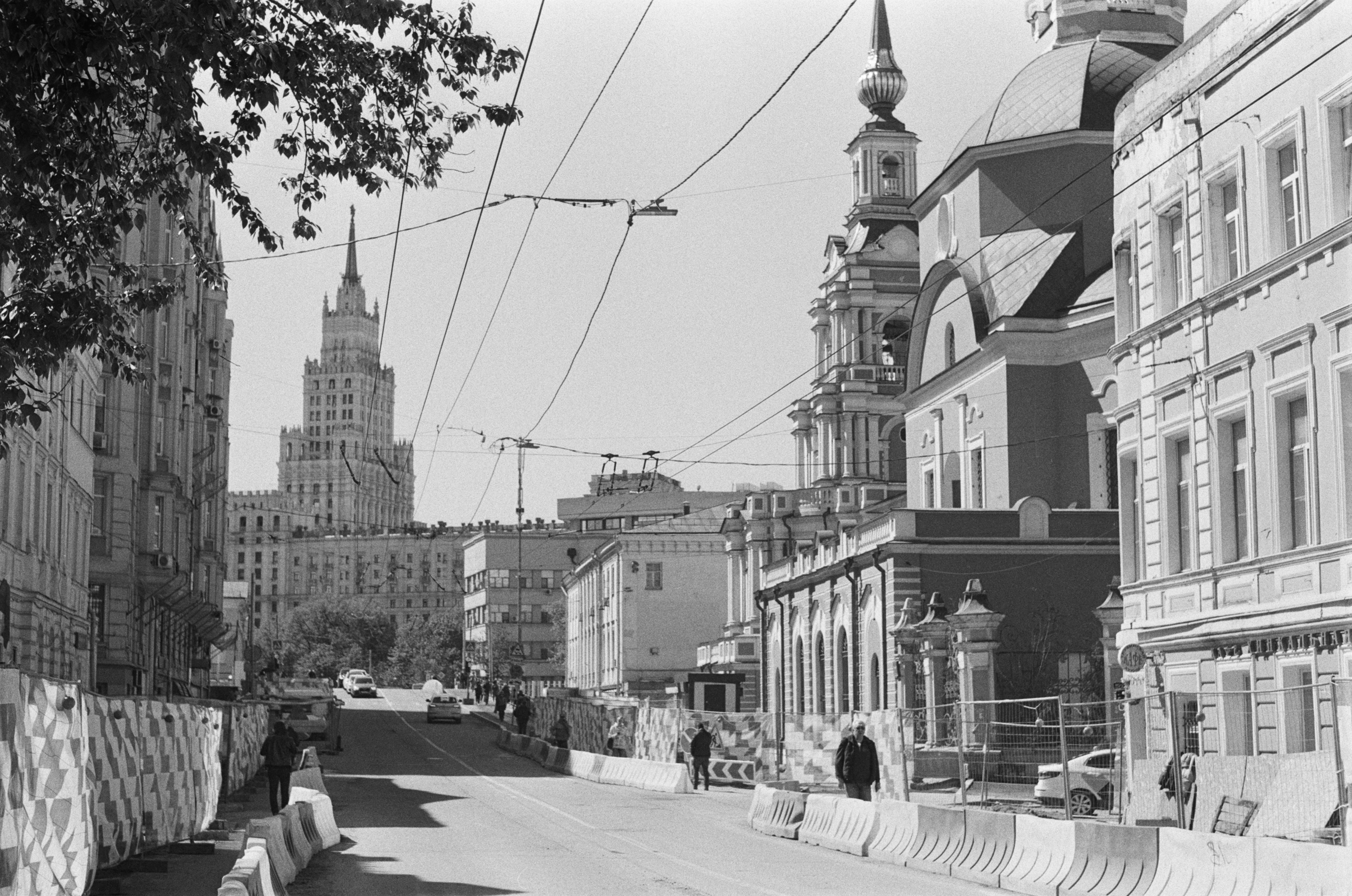
Новая Басманная улица, вид в сторону центра

После перевода столицы в Петербург офицеры и тяглецы покинули слободу, и земли её были заселены купечеством. К 1739 году, когда был составлен мичуринский план Москвы, улица уже приобрела свою нынешнюю форму (сетка Басманных переулков сформировалась только перед Первой мировой войной).

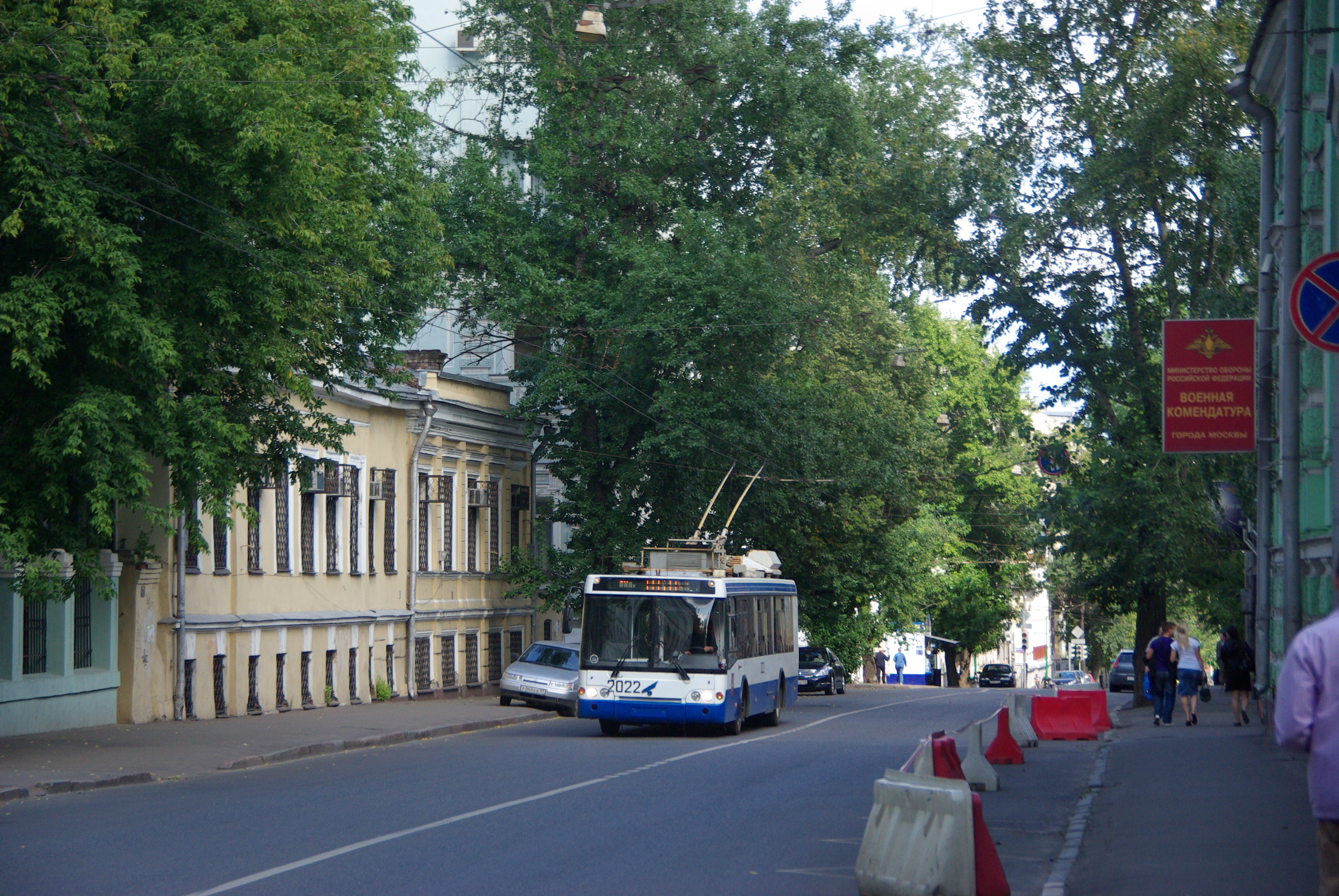
Новая Басманная улица в 2010-х годах, вид на восток. С тех пор вырублены деревья, троллейбусное движение заменено электробусом

К концу XVIII века купечество постепенно уступило свои земли высшей знати. Судьба улицы тесно связана с династиями Куракиных и Демидовых. Князь А. Б. Куракин в 1742 году учредил богадельню, а его потомки выстроили обширный дворец на землях между Садовым кольцом и нынешней железнодорожной веткой. Далее к северу, располагались обширные земли Демидовых; кроме них, в бывшую слободу въехали Головины, Голицыны, Трубецкие. В пожар 1812 года улица выгорела, исключая «несгораемый дом» Голицыных (нынешняя Басманная больница), и в течение последующих тридцати лет на место знати вновь пришло купечество — Алексеевы (династия), Прове, Мальцевы, которые развернули застройку Новой Басманной доходными домами и «новорусскими» усадьбами.

## Примечательные строения, здания и сооружения
- Новобасманный путепровод

Примечание. Авторство Матвея Казакова c пометкой (спорно) приводится по официальному реестру объектов культурного наследия Москомнаследия. Доподлинно известно, что эти дома вошли в казаковский альбом образцовых московских построек, но авторство самого Казакова в большинстве случаев не доказано.

### По нечётной стороне
- № 5 —  Объект культурного наследия народов РФ регионального значения. Рег. № 771520309790005 (ЕГРОКН) поликлиника Наркомата путей сообщения (1932, архитекторы И. А. Фомин, Н. Петров, А. Д. Тарле[3][4]), позднее — поликлиника МПС, ныне — РЖД.

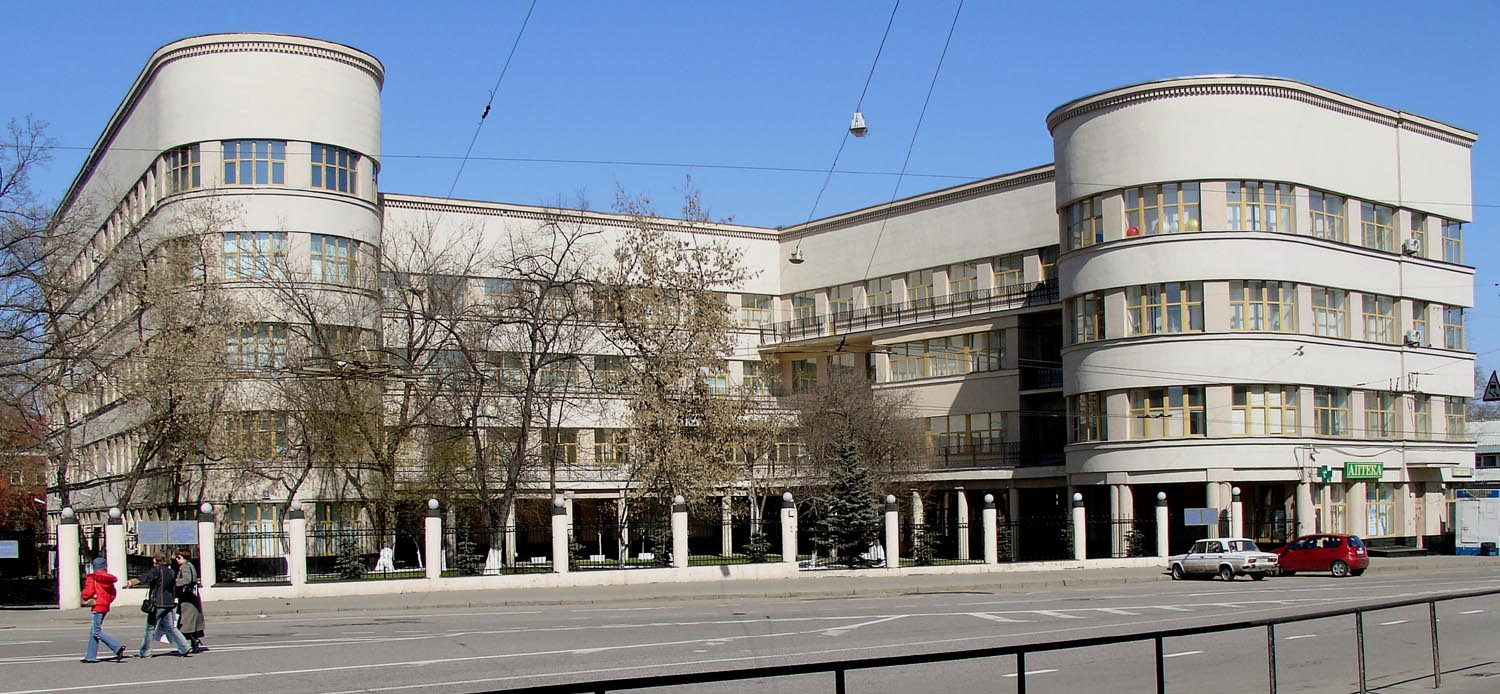
№ 5, поликлиника Наркомата путей сообщения (1932, архитекторы И. А. Фомин, Н. Петров, А. Д. Тарле)

- № 9/2-4 —  Объект культурного наследия народов РФ федерального значения. Рег. № 781410027650006 (ЕГРОКН) жилой дом (XVIII век, архитектор (спорно) М. Ф. Казаков).

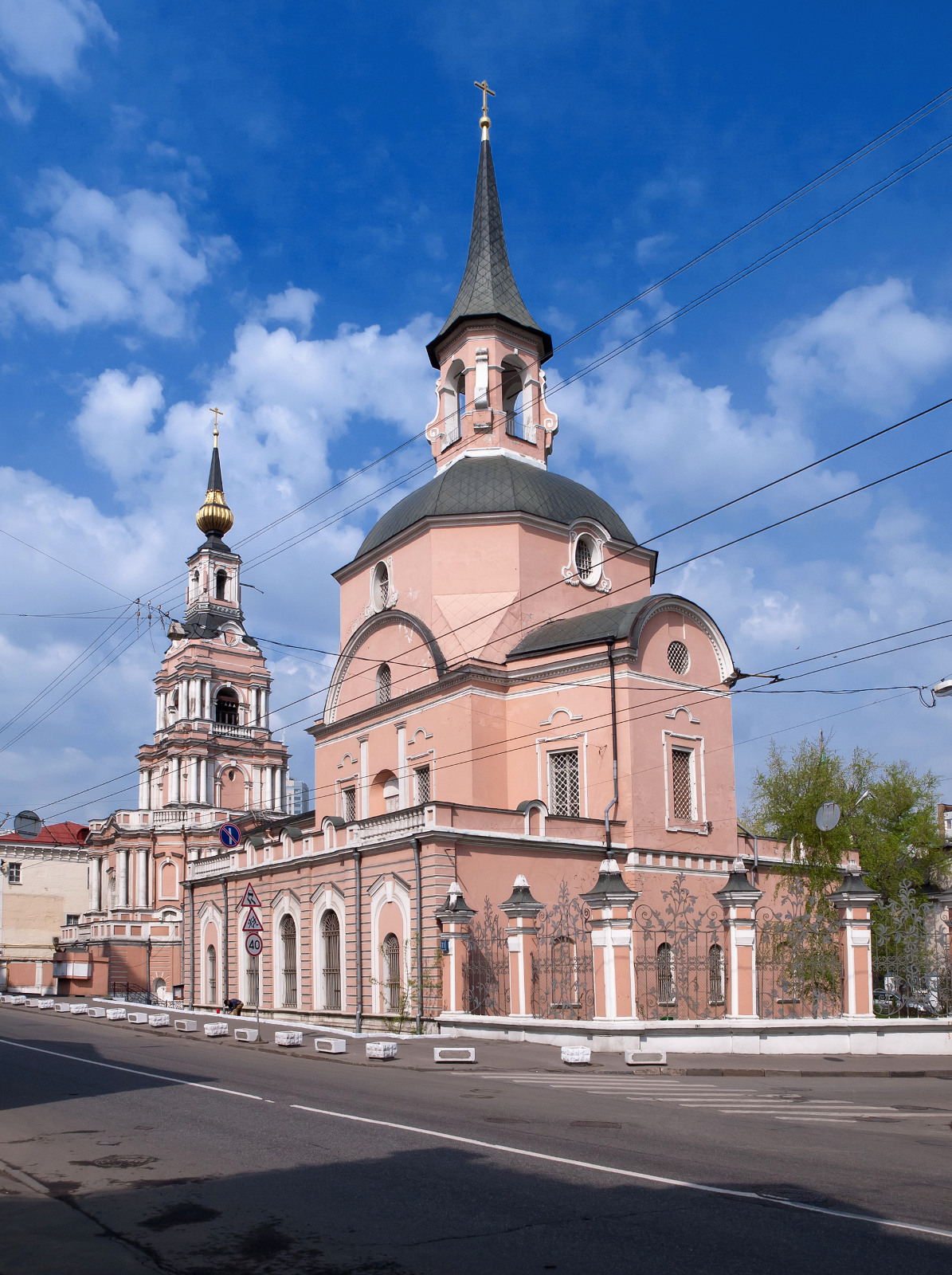
Храм Апостолов Петра и Павла в Новой Басманной слободе

- Храм Апостолов Петра и Павла в Новой Басманной слободе№ 11 —  Объект культурного наследия народов РФ федерального значения. Рег. № 771410415880006 (ЕГРОКН) храм Апостолов Петра и Павла в Басманной слободе (1704—1723, архитектор (вероятно) И. П. Зарудный). Авторство эскизного проекта приписывается Петру I. Колокольня середины XVIII века приписывается Ивану Мичурину или Ивану Коробову. Ограда Петропавловской церкви — XVIII века; некогда она украшала Спасскую церковь на Большой Спасской, была перенесена на Новую Басманную после её сноса в 1930-е.
- № 13 —  Объект культурного наследия народов РФ федерального значения. Рег. № 771410307960006 (ЕГРОКН) обычный трёхэтажный дом середины XIX века некогда был одним из красивейших частных дворцов Москвы, принадлежавшим Николаю Петровичу Высоцкому.
- № 19 —  Объект культурного наследия народов РФ федерального значения. Рег. № 771410412670006 (ЕГРОКН) особняк Василия Хлудова (1882, архитектор Р. И. Клейн), в основе — особняк XVIII века, надстроенный в XX веке тремя этажами с присоединением нового корпуса. Здание издательства «Художественная литература».
- № 21 стр. 1 — деревянный дом XIX века на земле Демидовых.
- № 23 к. 1, 23-а к. 1 —  Объект культурного наследия народов РФ регионального значения. Рег. № 771420317930005 (ЕГРОКН) усадьба Шибаевых (здания XVIII—XIX веков, архитектор А. В. Иванов). В 2018 году снос входившего в ансамбль деревянного дома личной подписью разрешил мэр города Сергей Собянин[5]. Дом 23

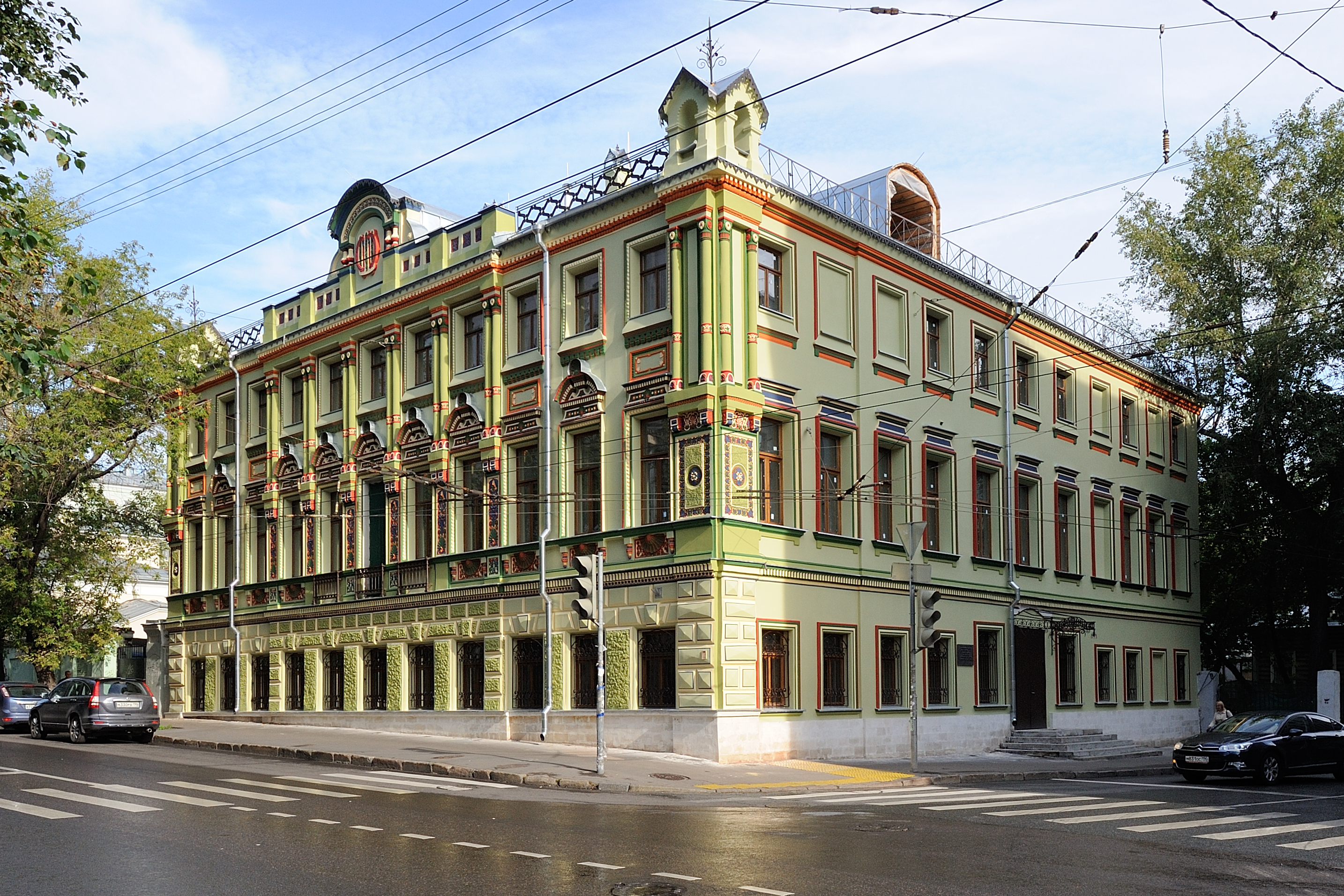
№ 23, усадьба Шибаевых (перестроена в XIX веке архитектором А. В. Ивановым)

- № 25 — доходный дом Московской городской Управы (П. Н. Иванцова), 1912, архитектор Ф. Н. Кольбе.
- № 27 —  Объект культурного наследия народов РФ федерального значения. Рег. № 771410302570006 (ЕГРОКН) дом М. М. Перовской (Денисьевой), начало XIX века (до пожара 1812 — дом Н. С. Мордвинова; здесь квартировал Н. М. Карамзин)[6]
- № 29 —  Объект культурного наследия народов РФ федерального значения. Рег. № 771420427190006 (ЕГРОКН) Басманная полицейская часть (1820-е, основа 1782). Ныне в запустении.
- № 31 — доходный дом М. А. Мальцева (надстроен в 1912—1913 гг. архитектором Николаем Благовещенским). В XIX веке на этом месте находился дом, где размещался пансион Леонтия Чермака, в котором в середине 1830-х годов учился Фёдор Достоевский.
- № 33 — дом XVIII века, надстроенный в 1920-х годах. В начале XX века здесь жил архитектор Василий Мотылёв[7].
- № 35 — доходный дом (1899, архитектор Пётр Виноградов).

### По чётной стороне
- № 2 —  Объект культурного наследия народов РФ регионального значения. Рег. № 774310006530005 (ЕГРОКН) Здание МПС (РЖД) (1930, архитектор И. А. Фомин). Перестроено из Института для благородных девиц имени императора Александра III в память императрицы Екатерины II, а до его постройки — казённый Житный двор, или Запасной двор.
- № 4 к. 1 —  Объект культурного наследия народов РФ федерального значения. Рег. № 771410974770026 (ЕГРОКН) Московский дом национальностей, бывшая Куракинская богадельня. Перестроена в 1902 году по проекту архитектора Михаила Шуцмана.
- № 4 к. 6, стр. 2 —  Объект культурного наследия народов РФ федерального значения. Рег. № 771610662970006 (ЕГРОКН) Городская усадьба Куракиных, XVIII век, архитектор Родион Казаков[источник не указан 3769 дней].

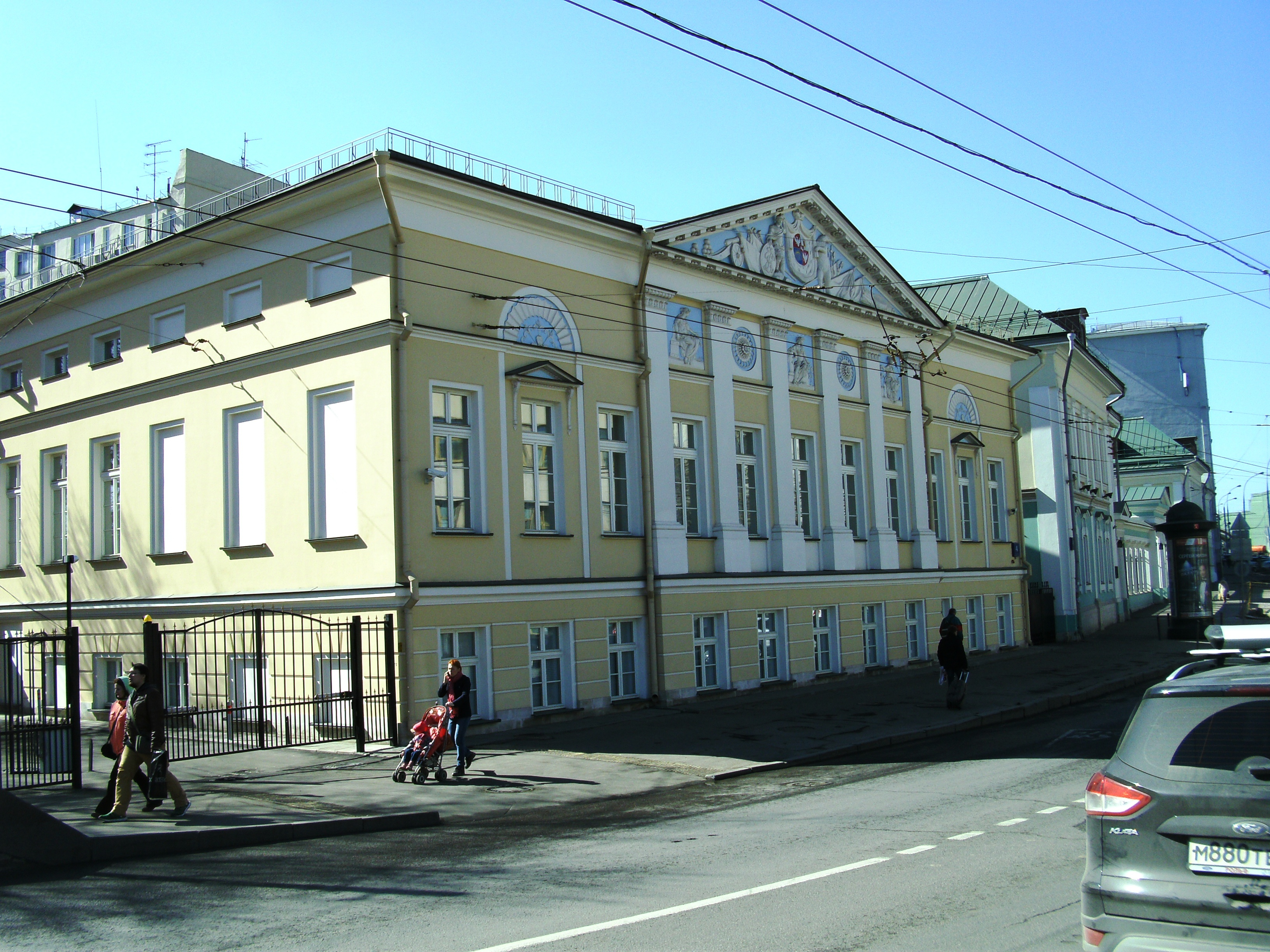
№ 4 к. 6 стр. 2, Городская усадьба Куракиных (XVIII век, архитектор (вероятно) М. Ф. Казаков

- № 10/12 —  Выявленный объект культурного наследия № 5972358№ 5972358 доходный дом Московского Басманного товарищества, 1913, архитектор (гражданский инженер) А. Н. Зелигсон. Здания служб построены в 1914 году по проекту А. Н. Зелигсона и Н. Г. Фалеева. В доме с 1921 по 1925 год жил и работал венгерский писатель Мате Залка[8], а с 1935 по 1948 годы — поэт-песенник Алексей Фатьянов[9]. В рамках гражданской инициативы «Последний адрес» на фасаде дома установлен мемориальный знак с именем механика Семена Соломоновича Жеребовича[10], расстрелянного сотрудниками НКВД 20 июня 1938 года [11].  В базе данных правозащитного общества «Мемориал» есть имена двадцати семи жильцов этого дома, расстрелянных в годы террора[12].

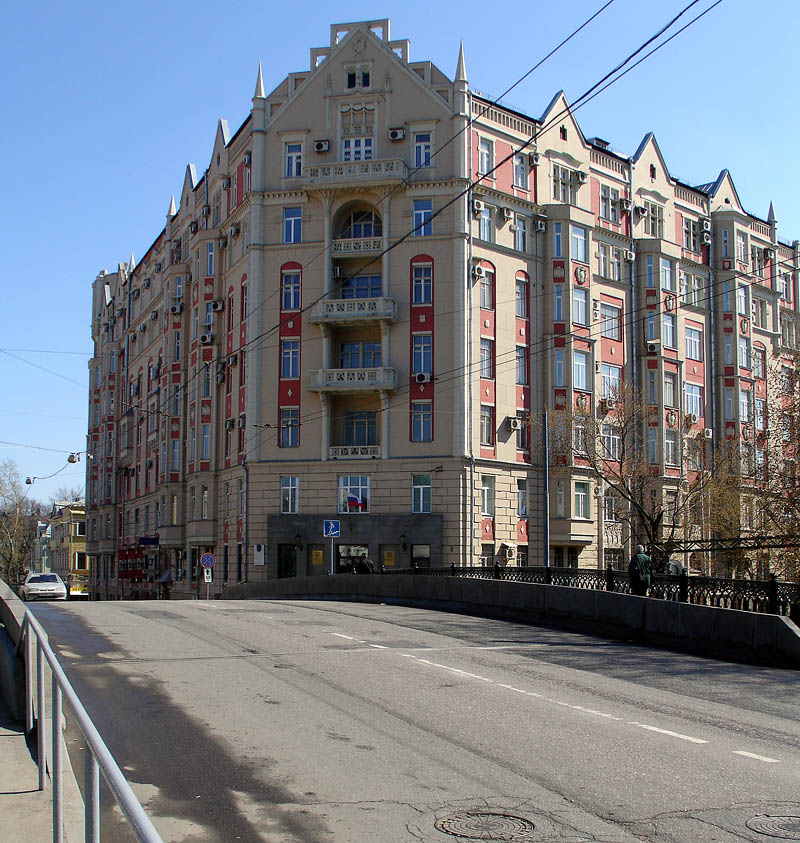
№ 10 — доходный дом Московского Басманного Товарищества, 1913, архитектор (гражданский инженер) А. Н. Зелигсон.

- № 10 (строение во дворе) — доходный дом А. С. Ширяева (1911—1912, архитектор Осип Шишковский).
- № 12 —  Объект культурного наследия народов РФ федерального значения. Рег. № 771510307670006 (ЕГРОКН) дом Плещеева (XVIII век, архитектор (спорно) Матвей Казаков).
- № 14 —  Объект культурного наследия народов РФ федерального значения. Рег. № 771420331040006 (ЕГРОКН) городская усадьба Н. Д. Стахеева (1898—1912, архитектор Михаил Бугровский).
- № 16 — городская усадьба И. К. Прове (1870, архитектор Роберт Гёдике). Ныне — военная комендатура.
- № 16, стр. 3 — доходный дом Р. И. Прове (1912—1913, архитектор Борис Великовский)
- № 20 —  Объект культурного наследия народов РФ регионального значения. Рег. № 771410403160005 (ЕГРОКН) городская усадьба Е. Г. Левашевой. Здесь в 1833—1856 жил и умер П. Я. Чаадаев (вероятно, что флигель, в котором жил Чаадаев — не сохранился). Отпевали его в Петропавловском храме. В 1904 году перестроена по проекту архитектора С. У Соловьёва для Женского отделения Николаевского коммерческого училища. Во второй половине 1920-х годов здесь жил учёный-железнодорожник В. Н. Образцов[13]. В 1927—1928 годах перестроена архитектором С. Е. Чернышевым для размещения Промышленной академии, где среди прочих учились Н. С. Хрущёв и Н. С. Аллилуева. Затем — Центральный научно-исследовательский радиотехнический институт.

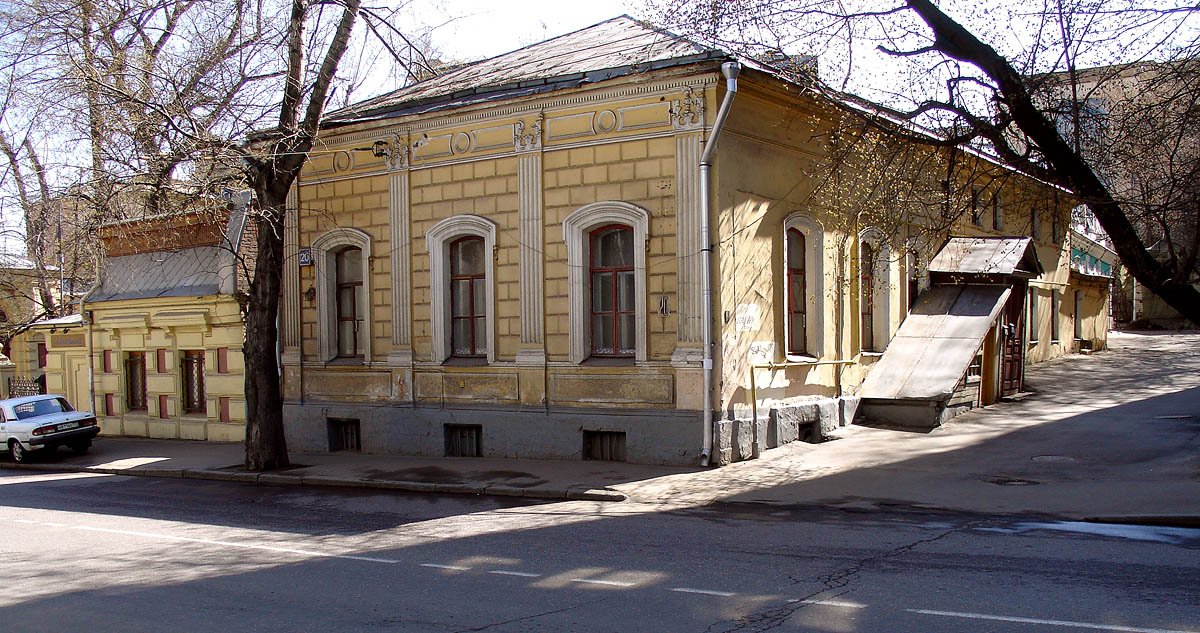
№ 20, одно из зданий городской усадьбы Е. Г. Левашевой. Участок перестраивался в 1927—1928 годах

- № 22/2 —  Объект культурного наследия народов РФ регионального значения. Рег. № 771520309310005 (ЕГРОКН) усадьба Ф. И. Прове – А. И. Калиш (1892, архитектор К. В. Трейман).
- № 26 —  Объект культурного наследия народов РФ федерального значения. Рег. № 771420560920006 (ЕГРОКН) дом Демидова (1790) с двумя боковыми флигелями. C 1876 — Басманная больница, затем 6-я городская больница, упразднена в 2015 году. Главный дом после 1812 года получил прозвище «несгораемого» — он уцелел посреди пожарища. Дом это был построен Демидовыми до того, как князь М. П. Голицын купил его в 1805. Постройки на территории больницы осуществлены в 1898—1899 годах по проекту архитектора И. П. Машкова.

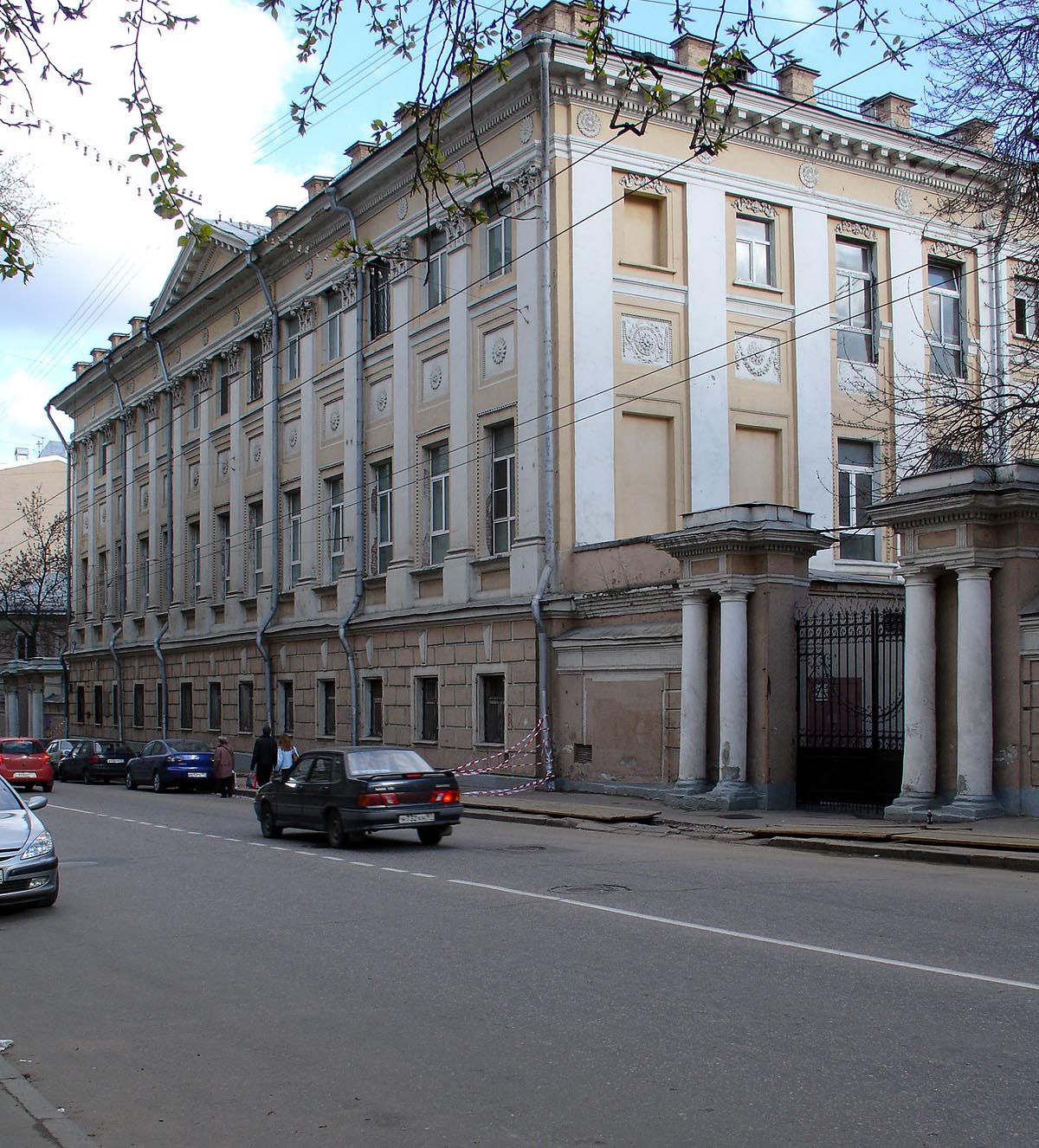
№ 26, дом Демидовых (1790), с 1876 — Басманная больница

- № 28 — доходный дом М. А. Мальцева в стиле модерн с масками-уродами (1905, архитектор Н. Н. Жерихов)[14].
- № 28 (во дворе) — доходный дом (1896, архитектор И. А. Кошечкин).

## Транспорт
По улице проходит автобус т24.

## Улица в произведениях литературы и искусства
- На Новой Басманной, в доме общества «Великан» (№ 10, в действительности дом Московского Басманного Товарищества), происходят события повести Бориса Акунина «Любовница смерти».
- В доме Стахеева (№ 14, стр. 1) в телефильме «Семнадцать мгновений весны» снимали сцены в имении Геринга Каринхалл.
- Новую Басманную, вход в сад Баумана, дом Стахеева и другие здания по Новой Басманной можно увидеть в фильме Алексея Германа-ст. «Хрусталёв, машину!». Фильм начинается со сцены, снятой на Новой Басманной.